# Torchiarolo
Torchiarolo (Turchiarulu in dialetto salentino) è un comune italiano di 5 283 abitanti della provincia di Brindisi in Puglia.
Situato nel Salento, si trova fra Brindisi e Lecce a breve distanza dal Mare Adriatico.

## Geografia fisica
Piccolo centro situato all'estremo sud della provincia di Brindisi, al confine con quella di Lecce, è situato a 28 m sul livello del mare. Ha una superficie di 32,18 chilometri quadrati per una densità abitativa di 159,3 abitanti per chilometro quadrato. Si trova vicino ai comuni di San Pietro Vernotico, Lecce e Squinzano. La popolazione è distribuita in 2 500 nuclei familiari, con una media per nucleo familiare di circa 3 componenti. D'estate accoglie circa 25 000/30 000 presenze, ed è il meno abitato della provincia. Il territorio comunale è bagnato dal Mare Adriatico con un litorale di 7 km in cui sorgono le marine di Lendinuso, Lido Presepe e Torre San Gennaro.

## Storia
«Le origini risalgono all’epoca della formazione dei casali, dopo il mille, e dovettero essere quelle di un modesto aggregato di famiglie coloniche attorno ad una laura basiliana, di cui a quel tempo pullulavano le contrade. Si accrebbe con i profughi della vicina Valesio quando questa antica città, prima messapica poi romana, ormai ridotta a vita grama a metà del medioevo, fu rasa al suolo da Guglielmo II il malo, sceso in Puglia nel 1157 a punire i baroni ribelli. Torchiarolo fece parte della contea di Lecce» (G. Marzano)

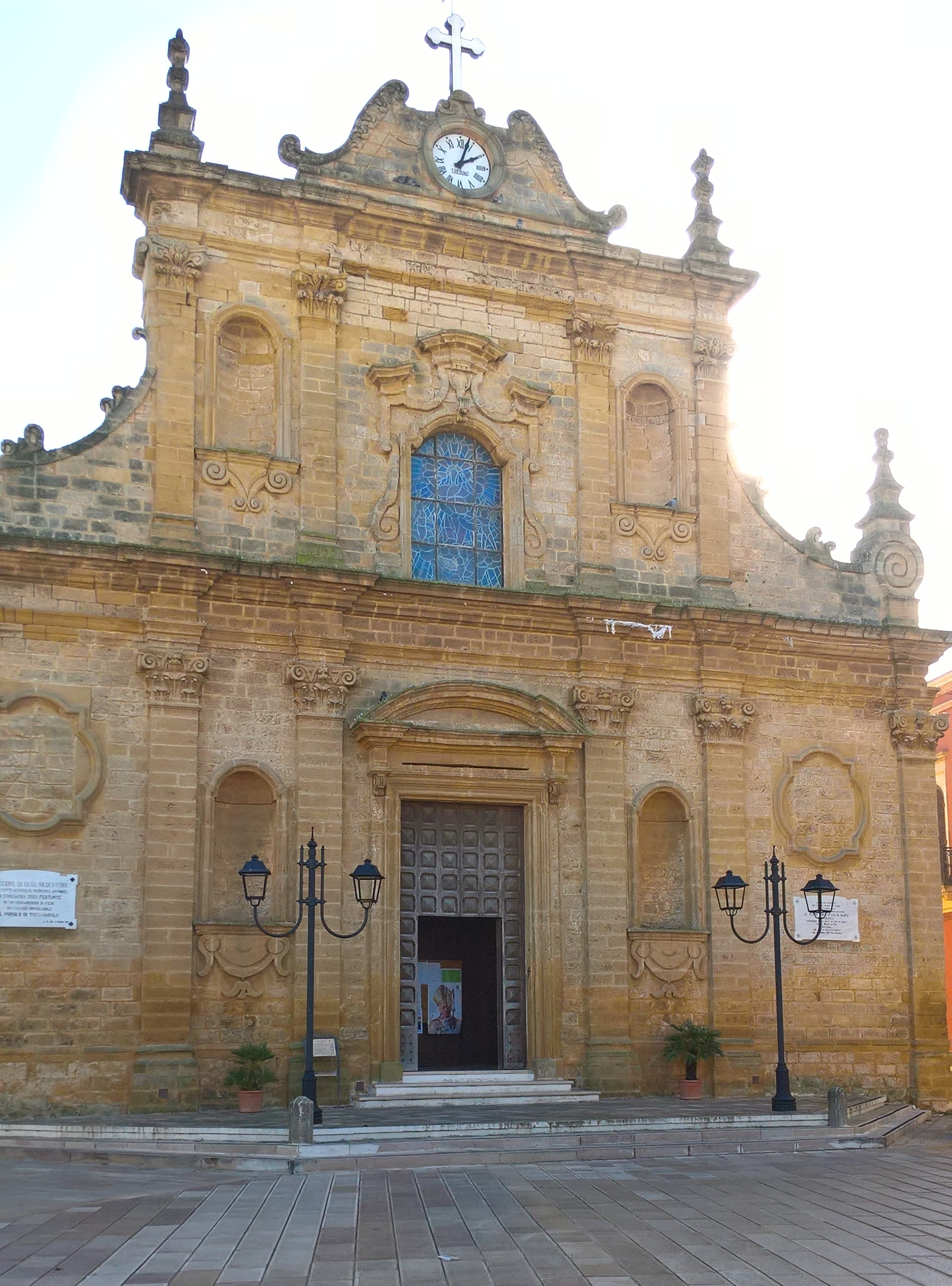
La chiesa di Santa Maria Assunta

I resti di Valesio (campeggiano le terme romane) si trovano nel cuore della campagna del paese; un sito archeologico rilevante. Anche da tale città sono venuti i primi abitanti di Torchiarolo. Il paese ha origini antiche tanto che viene fatto risalire alla fine del Cinquecento, periodo in cui Torchiarolo era un piccolo centro che palpitava di vitalità religiosa. L'etimologia della parola risente verosimilmente proprio degli sforzi che il paese, molto vicino al mare e perciò facilmente esposto a razzie, profondeva per contrastare gli attacchi dei Turchi che già nel XV secolo s'erano affacciati sulle spiagge adriatiche del Salento. Anticamente, quindi, la parola Torchiarolo, aveva origine certa da Turchi o proprio Turchia, e quindi già nel '400 e '500 Torchiarolo poteva significare "mattatoio" per i Turchi. Il termine “Torchiarolo” deriva dall'avverbio latino turce usato nei registri di morte per indicare un'uccisione barbarica, cioè alla turca, con scimitarre. Di quest'origine ne è prova lo stemma Municipale di Torchiarolo, già comune prima del Seicento, che rappresenta un turco legato con catene ad una torre. Molti però fanno risalire le origini del nome al torchio di legno col quale in numerosi frantoi sotterranei della zona si spremeva l’olio dal frutto dell’albero sacro a Minerva. Il Turculum e il turcularius dettero agli addetti al lavoro dei torchi l’appellativo di “turchiaroli” e all’abitato della contrada il nome di Torchiarolo, paese dei torchi (Marzano). Il paese si estende su un territorio che, anticamente paludoso, è stato bonificato nei primi decenni del Novecento. Oggi esso abbonda soprattutto di annosi uliveti, che lo rendono ridente e profumato (i tre quarti del territorio sono ulivetati), ma anche di vigneti. La caratteristica della presenza massiccia di ulivi (dall’alto appare uno straordinario manto verde che si estende sino alla costa) ha sorretto l'idea che la parola "Torchiarolo", con l'accezione di "Torchio d'oro", possa riferirsi quindi alla spremitura di olive e uva per la produzione di olio e vino.
Nel XVI, Torchiarolo, divenne il feudo dei discendenti della potente famiglia di cavalieri combattenti Nanteuil-Chattilon (italianizzata Natoli o dell'Antoglietta).
Nel 1465 re Ferdinando I di Napoli, confermò con decreto barone di Torchiarolo Giovanni Matteo Natoli († 1533), già Barone di Ruffano, Vaste, Casamassella.
Alla sua morte ereditò i feudi e divenne baronessa di Torchiarolo sua sorella Arminia († 1542), moglie di Ferrante delli Falconi Barone di Rocca.
Nel 1726 il feudo di Torchiarolo, caduto nelle mani del Regio Fisco dopo la morte senza eredi di Giuseppe Angrisani, fu concesso ad Ambrogio Caracciolo, il quale nello stesso anno ricevette il titolo di principe di Torchiarolo dall'Imperatore Carlo VI. I Caracciolo mantennero il feudo per oltre 150 anni.

### Simboli
Lo stemma è il gonfalone sono stati concessi con decreto del presidente della Repubblica del 19 luglio 1986.
(Art. 4
c. 2 dello Statuto comunale)
Il gonfalone è un drappo partito di giallo e di rosso.

## Società

### Evoluzione demografica
Abitanti censiti

### Etnie e minoranze straniere
Al 31 dicembre 2019 la popolazione straniera residente era pari a 99 persone, 50 di nazionalità rumena.

## Amministrazione
Di seguito è presentata una tabella relativa alle amministrazioni che si sono succedute in questo comune.
| Periodo | Periodo   | Primo cittadino    | Partito                            | Carica              | Note |
| ------- | --------- | ------------------ | ---------------------------------- | ------------------- | ---- |
| 1980    | 1983      | Nicola Serinelli   | Democrazia Cristiana               | Sindaco             |      |
| 1983    | 1988      | Nicola Serinelli   | Democrazia Cristiana               | Sindaco             |      |
| 1988    | 1990      | NIcola Serinelli   | Democrazia Cristiana               | Sindaco             |      |
| 1990    | 1992      | Domenico D'Arpe    | Democrazia Cristiana               | Sindaco             |      |
| 1992    | 1992      | Archimede De Bonis |                                    | Comm. prefettizio   |      |
| 1992    | 1997      | Franco Messito     | Partito Democratico della Sinistra | Sindaco             |      |
| 1997    | 2002      | Franco Messito     | L'Ulivo                            | Sindaco             |      |
| 2002    | 2007      | Antonio Del Coco   | Casa delle Libertà                 | Sindaco             |      |
| 2007    | 2009      | Adele Renna        | Lista civica                       | Sindaco             |      |
| 2009    | 2010      | Guido Aprea        |                                    | Comm. straordinario |      |
| 2010    | 2015      | Giovanni Del Coco  | Lista civica                       | Sindaco             |      |
| 2015    | 2017      | Nicola Serinelli   | Lista civica                       | Sindaco             |      |
| 2017    | 2018      | Claudio Sergi      |                                    | Comm. straordinario |      |
| 2018    | 2020      | Flavio Caretto     | Lista civica Impegno comune        | Sindaco             |      |
| 2020    | in carica | Elio Ciccarese     | Lista civica Svolta insieme a noi  | Sindaco             |      |